# Yūki Stalph
Yūki Richard Stalph (japanisch: シュタルフ悠紀リヒャルト, * 4. August 1984 in Bochum) ist ein ehemaliger deutsch-japanischer Fußballspieler und heutiger -trainer.

## Karriere

### Spieler
Im Mai 2008 verstärkte er die Harrisburg City Islanders in den USA und kam zu zwei Einsätzen in der USL Second Division. In der Saison 2009/10 spielte er für SC 07 Idar-Oberstein. Für die erste Mannschaft kam er in der Oberliga Südwest dreimal zum Einsatz. Mit der zweiten Mannschaft wurde er als Kapitän Meister in der Bezirksliga Nahe. Unter anderem war Stalph der erste deutsche Spieler, der einen Vertrag in der ersten Liga von Papua-Neuguinea bei Hekari United FC unterschrieb. Mit diesem Club hätte er eigentlich an der Club-Weltmeisterschaft teilnehmen sollen, wurde aber kurz vor Turnierbeginn suspendiert. Nach einem Probetraining in Thailand wurde er von der zweiten Mannschaft von JEF United Ichihara Chiba verpflichtet. Aufgrund einer Verletzung und einer anschließenden Operation am rechten Kniegelenk konnte er sich dort nicht durchsetzen. Im Sommer 2012 kehrte er nach Deutschland zum SC 07 Idar-Oberstein zurück, wo er zunächst in der zweiten Mannschaft spielte und zur Saison 2013/14 wieder in den Oberligakader der ersten Mannschaft aufgenommen wurde. Dort beendete er nach Ende der Saison seine Karriere.

### Trainer
Stalph erarbeitete sich nach seiner Spielerkarriere eine Trainerlizenz. Zu Beginn der Saison 2019 wurde er Cheftrainer beim japanischen J3-League-Verein Yokohama Sports & Culture Club. Hier stand er bis Saisonende 2021 unter Vertrag. Zur Beginn der Saison 2022 übernahm er das Traineramt beim Drittligisten AC Nagano Parceiro in Nagano.

## Sonstiges
Stalph war bei der Fußball-Weltmeisterschaft 2010 japanischer Kommentator der Mobilfunkproduktion der FIFA. Sein jüngerer Bruder Kodai (* 1987) ist ebenfalls als Fußballspieler aktiv.